# Трайон-Шойинка, Джо
Джо Трайон-Шойинка (англ. Joe Tryon-Shoyinka; 30 апреля 1999, Рентон, Вашингтон) — профессиональный американский футболист, выступающий на позиции лайнбекера в клубе НФЛ «Тампа-Бэй Бакканирс». На студенческом уровне играл за команду Вашингтонского университета. На драфте НФЛ 2021 года был выбран в первом раунде под общим тридцать вторым номером.

## Биография
Джо Трайон родился 30 апреля 1999 года в Рентоне, одном из пригородов Сиэтла. Отец ушёл из семьи, когда ему исполнился год. Двоих детей мать Андреа воспитывала одна. Трайон учился в старшей школе имени Оливера Хейзена. В составе её футбольной команды он играл на позициях линейного защиты и тайт-энда, также он играл в баскетбол и бейсбол. В 2016 году издание Seattle Times включило его в символическую сборную звёзд штата, он был признан линейным защиты года в Северной лиге Пьюджет-саунд. Первоначально Трайон намеревался поступать в университет штата Вашингтон, но затем получил предложение стипендии от Вашингтонского университета.

### Любительская карьера
Сезон 2017 года Трайон провёл в статусе освобождённого игрока, тренируясь с командой, но не принимая участия в матчах. В турнире NCAA он дебютировал в 2018 году, сыграв в двенадцати матчах «Хаскис», в том числе в Роуз Боуле. В сезоне 2019 года он стал игроком стартового состава, приняв участие в тринадцати матчах. Вместе с командой Трайон стал победителем Лас-Вегас Боула, по итогам турнира его включили во вторую сборную звёзд конференции. Перед началом сезона 2020 года его называли в числе претендентов на награды Баткаса и Нагурски, присуждаемые лучшим лайнбекеру и защитнику студенческого футбола, но в августе Трайон заявил об отказе от выступлений и начале подготовки к драфту НФЛ 2021 года.

#### Статистика выступлений в NCAA
| Сезон | Команда          | Игры | Захваты | Захваты | Захваты | Захваты | Захваты | Перехваты | Перехваты | Перехваты | Перехваты | Перехваты | Фамблы | Фамблы | Фамблы | Фамблы |
| Сезон | Команда          | Игры | Solo    | Ast     | Tot     | Loss    | Sk      | Int       | Yds       | Y/R       | TD        | PD        | FR     | Yds    | TD     | FF     |
| ----- | ---------------- | ---- | ------- | ------- | ------- | ------- | ------- | --------- | --------- | --------- | --------- | --------- | ------ | ------ | ------ | ------ |
| 2017  | Вашингтон Хаскис | —    | —       | —       | —       | —       | —       | —         | —         | —         | —         | —         | —      | —      | —      | —      |
| 2018  | Вашингтон Хаскис | 12   | 10      | 10      | 20      | 2,0     | 1,0     | 0         | 0         | 0,0       | 0         | 1         | 0      | 0      | 0      | 0      |
| 2019  | Вашингтон Хаскис | 13   | 27      | 14      | 41      | 12,5    | 8,0     | 0         | 0         | 0,0       | 0         | 1         | 0      | 0      | 0      | 0      |
| 2020  | Вашингтон Хаскис | —    | —       | —       | —       | —       | —       | —         | —         | —         | —         | —         | —      | —      | —      | —      |
| Всего | Всего            | 25   | 37      | 24      | 61      | 14,5    | 9,0     | 0         | 0         | 0,0       | 0         | 2         | 0      | 0      | 0      | 0      |

### Профессиональная карьера
Перед драфтом НФЛ 2021 года аналитик сайта лиги Лэнс Зирлейн сильными сторонами Трайона называл его антропометрические данные, технику работы рук, эффективность игры против тайт-эндов, навыки игры в пас-раше, надёжность в прикрытии. К недостаткам он относил небольшой опыт игры в стартовом составе, в том числе из-за отказа от выступлений в 2020 году, предсказуемость его действий, некоторую прямолинейность, недостаток агрессивности. Зирлейн прогнозировал Трайону выбор во втором раунде драфта, ожидая, что в первые несколько сезонов он займёт место игрока ротации в одном из клубов НФЛ.
На драфте Трайон был выбран «Бакканирс» в первом раунде под общим тридцать вторым номером. В мае он перенёс операцию на колене, из-за чего пропустил первый сбор новичков команды. В июне он подписал с клубом четырёхлетний контракт на общую сумму 11,2 млн долларов. Перед стартом регулярного чемпионата игрок объявил, что будет выступать под двойной фамилией Трайон-Шойинка.

#### Статистика выступлений в НФЛ

##### Регулярный чемпионат
| Сезон | Команда             | Игры | Захваты | Захваты | Захваты | Захваты | Захваты | Перехваты | Перехваты | Перехваты | Перехваты | Перехваты | Фамблы | Фамблы | Фамблы | Фамблы |
| Сезон | Команда             | Игры | Solo    | Ast     | Tot     | Loss    | Sk      | Int       | Yds       | Y/R       | TD        | PD        | FR     | Yds    | TD     | FF     |
| ----- | ------------------- | ---- | ------- | ------- | ------- | ------- | ------- | --------- | --------- | --------- | --------- | --------- | ------ | ------ | ------ | ------ |
| 2021  | Тампа-Бэй Бакканирс | 6    | 10      | 1       | 11      | 2       | 2,0     | 0         | 0         | 0,0       | 0         | 1         | 0      | 0      | 0      | 0      |
| Всего | Всего               | 6    | 10      | 1       | 11      | 2       | 2,0     | 0         | 0         | 0,0       | 0         | 1         | 0      | 0      | 0      | 0      |

* На 18 октября 2021